# Procles d'Epidaure
Procles d'Epidaure (en llatí Procles, en grec antic Προκλη̂ς) fou tirà d'Epidaure, pare de Lisis o Melissa l'esposa de Periandre, tirà de Corint. Va viure cap al segle vii aC.
Procles va revelar al seu net Licofró de Corint (fill de Periandre i Melissa) el secret de la mort de la seva mare, que va ser morta a cops per Periandre. Això va provocar la ira del tirà de Corint, que va envair el territori d'Epidaure i va derrotar i capturar a Procles, segons diuen Heròdot i Pausànias.